# Cinclidium frontale
Pisco-de-testa-azul ou pisco-azul-de-testa-celeste (Cinclidium frontale) é uma espécie de ave da família Muscicapidae.
Pode ser encontrada nos seguintes países: Butão, China, Índia, Laos, Tailândia, Vietname e possivelmente em Nepal.
Os seus habitats naturais são: florestas temperadas.